# Montot-sur-Rognon
Montot-sur-Rognon ist eine französische Gemeinde mit 111 Einwohnern (Stand 1. Januar 2022) im Département Haute-Marne in der Region Grand Est (vor 2016 Champagne-Ardenne). Sie gehört zum Arrondissement Chaumont und zum Kanton Bologne. Die Einwohner werden Montagnards genannt.

## Geographie
Montot-sur-Rognon liegt etwa 21 Kilometer nordnordöstlich von Chaumont am Ufer des namengebenden Flusses Rognon. Umgeben wird Montot-sur-Rognon von den Nachbargemeinden Roches-Bettaincourt im Norden und Westen, Reynel im Osten, Vignes-la-Côte im Süden und Südosten sowie Signéville im Süden und Westen.

## Bevölkerungsentwicklung
| Jahr                       | 1962 | 1968 | 1975 | 1982 | 1990 | 1999 | 2006 | 2011 | 2019 |
| Einwohner                  | 147  | 146  | 133  | 128  | 115  | 115  | 114  | 111  | 120  |
| Quellen: Cassini und INSEE |      |      |      |      |      |      |      |      |      |

## Sehenswürdigkeiten

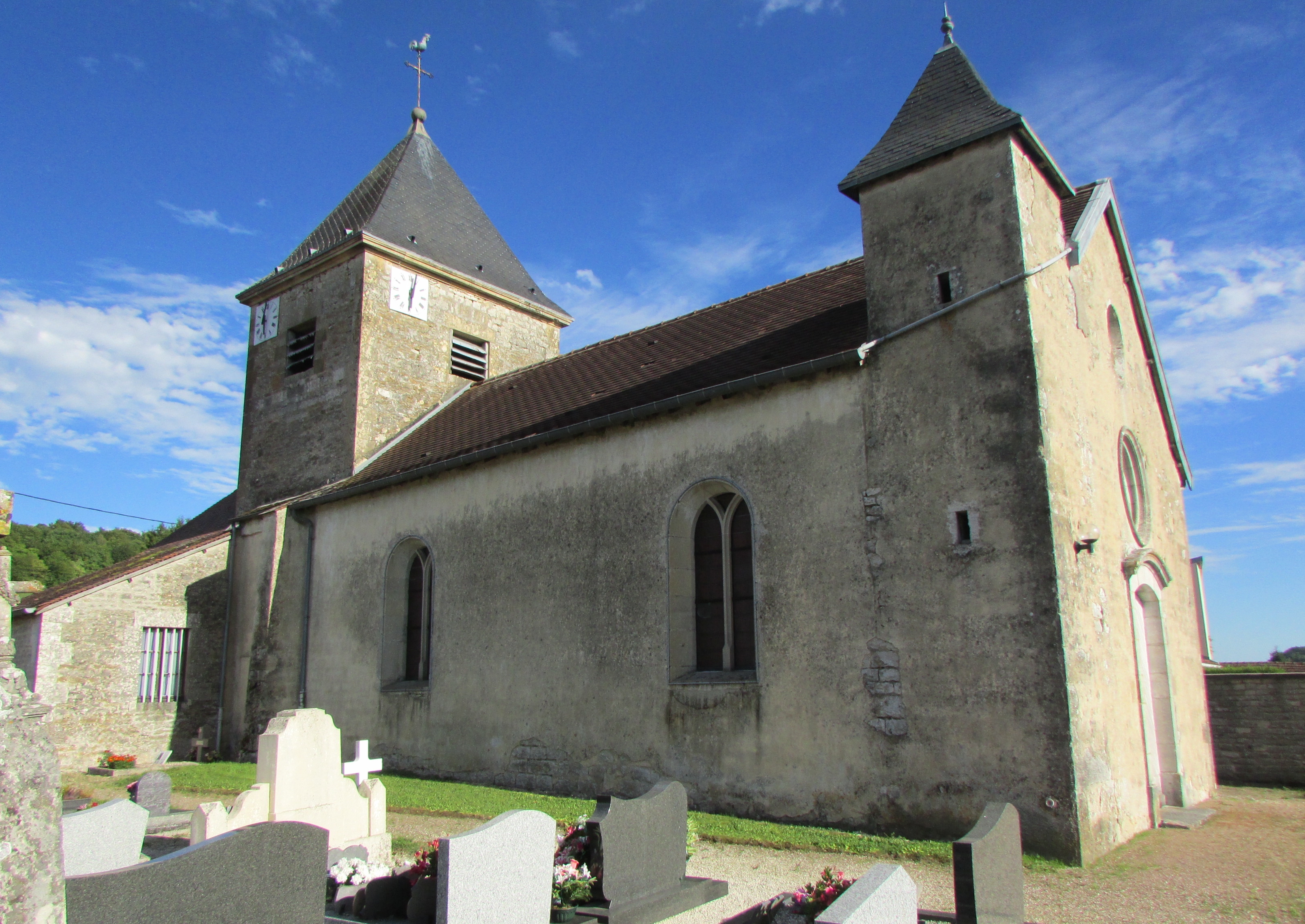
Kirche Saint-Martin

- Kirche Saint-Martin